# Obligació (finances)
|  | Per a altres significats, vegeu «Bo». |

Una obligació, bo mobiliari, o senzillament bo (de l'anglès: bond) és un valor mobiliari que representa la part alíquota d'un emprèstit i que dona dret a rebre interessos i a recuperar el capital al venciment de l'obligació a partir de cinc anys.
Els tipus d'obligació que hi ha són:
- Obligació amb opció de compra o warrant: Bo amb opció de compra sobre accions de l'empresa emissora de les obligacions.
- Obligació/Bo convertible: Bo amb opció de convertir el seu valor en accions en una data concreta i a un preu determinat. Ofereix a canvi un cupó inferior al que tindria sense l'opció de conversió.
- Obligació/Bo cupó-zero